# 欧尔孝
欧尔孝（1903年—1992年），男，藏族，四川松潘人，中国政治人物，曾任阿坝州政协副主席，第四、五、六届全国政协委员。